# Russellville (Missouri)
Russellville – miasto w Stanach Zjednoczonych, w stanie Missouri, w hrabstwie Cole.